# Шаврино (озеро)
Шаврино (каз. Шаврино) — озеро в Узункольском районе Костанайской области Казахстана. Находится в 12 км к югу от села Песчанка.
По данным топографической съёмки 1944 года, площадь поверхности озера составляет 2,18 км². Наибольшая длина озера — 2,1 км, наибольшая ширина — 1,7 км. Длина береговой линии составляет 6,4 км, развитие береговой линии — 1,21. Озеро расположено на высоте 159,9 м над уровнем моря.